# Midshipman Easy
Midshipman Easy é um filme de aventura produzido no Reino Unido, dirigido por Carol Reed e lançado em 1935.
Trata-se de uma regravação do filme mudo homônimo dirigido por Maurice Elvey 20 anos antes.